# Melaxinaea
Melaxinaea is een monotypisch geslacht van tweekleppigen uit de  familie van de Glycymerididae.

## Soort
- Melaxinaea vitrea (Lamarck, 1819)